# Merrillville
Merrillville é uma cidade  localizada no estado americano de Indiana, no Condado de Lake.

## Demografia
Segundo o censo americano de 2000, a sua população era de 30.560 habitantes.
Em 2006, foi estimada uma população de 31.896, um aumento de 1336 (4.4%).

## Geografia
De acordo com o United States Census Bureau tem uma área de
86,3 km², dos quais 86,2 km² cobertos por terra e 0,1 km² cobertos por água.

## Localidades na vizinhança
O diagrama seguinte representa as localidades num raio de 12 km ao redor de Merrillville.